# テレビ東京系列株式市況ニュース枠
テレビ東京系列株式市況ニュース枠（テレビとうきょうけいれつかぶしきしきょうニュースわく）は、テレビ東京をはじめとするTXN系列で、株式市況を伝える報道番組の一覧のことである。原則、東京証券取引所の市場が開かれる平日に放送される。

## 各番組の歴史
1969年より日本経済新聞社（日経）の資本下で経営再建を進めていた東京12チャンネル（当時）において、日経が制作協力する形で東証の現在終値を解説するミニ番組を発祥とする。1974年から1年間放送された『スタジオ9』を経て、1975年に『きょうの株式』として本格的な市況番組が開始される。当初は前引け（午前終値）を午前10時台に、大引け（午後終値）を15時台に放送していたが、午後の部を12時台に放送し15時台に編成しない時代もあった。
1987年になると『株式ニュース』にリニューアルし、午前立会い・前引け・大引けの3回放送になる。また、午前の放送では市況解説の他にも経済・政治を中心としたストレートニュースも放送していた。
BSジャパン開局目前の2000年10月改編で、午前の市況番組を1時間枠に拡大し、"株式ワイドショー"を標榜した『Opening Bell』が開始される。BSジャパンでもネットされる一方でTVh・TSC・TVQでは午前の市況番組が消滅する。1年後の2001年10月には午後の株式ニュースもニュース日経夕刊と統合、兄弟番組『Closing Bell』となる。
2004年4月には昼の株式ニュースも昼ニュース枠（『ニュースウォッチ』）と統合し、『株式ニュース』の名前は消滅する。『株式ニュース』は日経本社の特設スタジオで放送していたが、昼の部終了で市況番組はいずれもテレビ東京第4スタジオからの放送になる。
2008年10月改編で午前と昼の市況番組は飛地統合され『E morning』、午後の市況番組は夕方ニュース枠（『速ホゥ!』）と飛地統合され『NEWS FINE』となり、2010年10月改編では午前の番組は関東ローカルになる。この編成は2011年10月改編で解消され、番組名も現在の『Mプラス』シリーズとなる。2012年4月には午前の番組が大幅に縮小し『Mナビ』となる。
2015年4月改編で、午後の市況を放送している『L4YOU!プラス』のネット局が縮小され、TXN系列ではテレビ東京とテレビ北海道の2局のみとなり、他の4局では開局以来放送してきた市況放送が終了となった。同年9月10日限りでテレビ北海道における放送も終了し、同年9月14日以降は関東ローカルのみの放送となった。
『L4YOU!プラス』自体も2016年4月1日を以って終了し、1975年の『きょうの株式』開始以来41年に渡って放送されてきた午後の市況番組は幕を下ろした。これに伴い、2016年4月以降は、午前立会い・前引けの2回放送になる。
なお、2017年現在に放送されている市況番組は事実上日経CNBCに製作が委託されており、裏送りで放送している。

## 主な番組

### 午前（9-10時台）
- スタジオ9（1974年10月 - 1975年9月）
- きょうの株式（1975年10月- 1983年9月）
- ファミリー経済情報（1983年10月 - 1985年9月）
- マネー情報（1985年10月 - 1987年9月）
- 株式ニュース（1987年10月 - 2000年9月29日）
- Opening Bell（2000年10月2日 - 2008年9月26日）
- E morning 第1部（2008年9月29日 - 2011年9月30日） - 2010年10月4日より関東ローカル。
- Mプラス 9（2011年10月3日 - 2012年3月30日）
- Mナビ（2012年4月2日 - ）

### 昼（11-12時台）
- 株式ロビー（1970年4月 - 1971年9月）
- 投資サロン（1971年10月 - 1972年3月）
- 株式サロン（1972年4月 - 1974年9月）
- きょうの株式（1975年10月 - 1987年9月）
- 株式ニュース（1987年10月 - 2004年3月26日）
  - TXNニュースワイド11（1990年10月 - 1997年9月） - 上記番組を内包。
- NEWS MARKET 11（2004年3月29日 - 2008年9月26日） - 以降、昼ニュース枠と統合。
- E morning 第3部（2008年9月29日 - 2011年9月30日）
- Mプラス 11（2011年10月3日 - 2018年12月27日）
- 昼サテ（2019年1月4日 - ）

### 午後（15時台）
- 株式市況（1972年4月 - 1974年9月）
- ニュースと株式（1974年10月 - 1975年9月）
- きょうの株式（1975年10月 - 1987年9月、中断期間あり）
- 株式ニュース（1987年10月 - 2001年9月28日）
- Closing Bell（2001年10月1日 - 2008年9月26日）
- NEWS FINE 第1部（2008年9月29日 - 2011年9月30日）
- Mプラス Express（2011年10月3日 - 2013年3月29日）
- L4 YOU!プラス（2013年4月1日 - 2016年4月1日） - 2015年9月14日より関東ローカル。

### 番組の移り変わり
| 期間      | 期間      | 午前                      | 昼                        | 午後                         |
| --------- | --------- | ------------------------- | ------------------------- | ---------------------------- |
| 1975.10   | 1983.9    | きょうの株式              | きょうの株式              | きょうの株式 ※中断期間を含む |
| 1983.10   | 1985.9    | ファミリー経済情報        | きょうの株式              | きょうの株式 ※中断期間を含む |
| 1985.10   | 1987.9    | マネー情報                | きょうの株式              | きょうの株式 ※中断期間を含む |
| 1987.10   | 2000.9.29 | 株式ニュース              | 株式ニュース              | 株式ニュース                 |
| 2000.10.2 | 2001.9.28 | Opening Bell              | 株式ニュース              | 株式ニュース                 |
| 2001.10.1 | 2004.3.26 | Opening Bell              | 株式ニュース              | Closing Bell                 |
| 2004.3.29 | 2008.9.26 | Opening Bell              | NEWS MARKET 11            | Closing Bell                 |
| 2008.9.29 | 2011.9.30 | E morning（第1部・第3部） | E morning（第1部・第3部） | NEWS FINE（第1部）           |
| 2011.10.3 | 2012.3.30 | Mプラス 9                 | Mプラス 11                | Mプラス Express              |
| 2012.4.2  | 2013.3.29 | Mナビ                     | Mプラス 11                | Mプラス Express              |
| 2013.4.1  | 2016.4.1  | Mナビ                     | Mプラス 11                | L4 YOU!プラス                |
| 2016.4.4  | 2018.12   | Mナビ                     | Mプラス 11                | （放送なし）                 |
| 2019.1.4  | 現在      | Mナビ                     | 昼サテ                    | （放送なし）                 |